# Gunnar Björnstrand

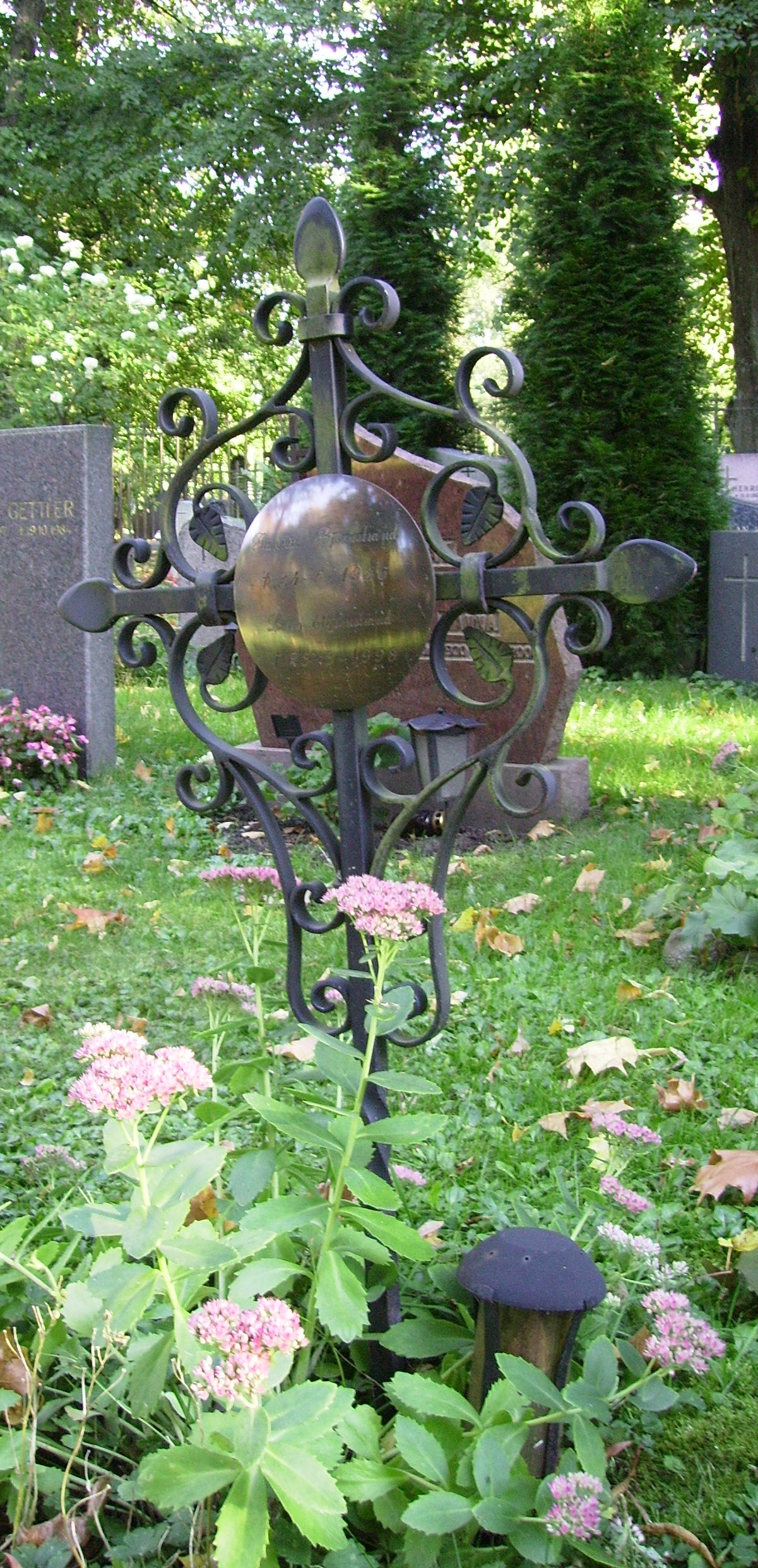
Sépulture au cimetière du Nord à Solna.

Gunnar Björnstrand, né le 13 novembre 1909 à Stockholm et mort le 26 mai 1986 à Stockholm, est un acteur suédois qui est particulièrement connu pour avoir beaucoup tourné pour Ingmar Bergman. Il était de confession catholique, s'étant converti vers 1950. Il a participé à des manifestations contre la guerre du Vietnam.

## Filmographie

### Au cinéma
- 1931 : Le Faux Millionnaire (Falska millionären) de Paul Merzbach : un choriste (non crédité)
- 1931 : Skepp ohoj! : jeune homme
- 1932 : Hans livs match : étudiant portant Nicken
- 1934 : Uppsagd : Kirre Skoglund
- 1937 : Bergslagsfolk
- 1938 : Vi som går scenvägen : un homme
- 1939 : Panik : Directeur de banque Ryder
- 1939 : Vi två : docteur
- 1939 : Mot nya tider : Associé d'August Palm
- 1940 : Hjältar i gult och blått : Sergent Kristian
- 1940 : Juninatten : Journaliste
- 1940 : Karl för sin hatt
- 1940 : Hennes melodi : fiancé de Miss Lindenstjärnas
- 1940 : Alle man på post : Médecin militaire
- 1941 : Snapphanar : Soldat
- 1942 : En Äventyrare : le Comte Conti
- 1942 : General von Döbeln : Lt. Bäckström
- 1943 : Natt i hamn : Sven Eriksson
- 1943 : Jag dräpte d'Olof Molander : Linden
- 1944 : Nyordning på Sjögårda : Felix Palmer
- 1944 : Mitt folk är icke ditt : Maj. Rolf von Ritter
- 1944 : Appassionata : Svensson, éditeur de Vecko-Bilden
- 1944 : Lev farligt : Hahn
- 1944 : Tourments (Hets) d'Alf Sjöberg : l'enseignant
- 1945 : I som här inträden... : Hagman
- 1945 : Sussie : Harry Hellberg
- 1946 : Rötägg : Dr. Bertil Langenfeldt
- 1946 : Peggy på vift : Harald Haraldsson
- 1946 : Kristin kommenderar : Dr. Westman senior / Vilhelm Westman
- 1946 : Il pleut sur notre amour (Det regnar på vår kärlek) d'Ingmar Bergman : Mr. Purman
- 1946 : Medan porten var stängd : Erik Sahlen
- 1947 : Deux femmes (Två kvinnor) : Bengt
- 1947 : Pappa sökes : cireur de chaussures Tom 'Plutten'
- 1947 : Krigsmans erinran : Sgt. Löfgren
- 1947 : En fluga gör ingen sommar : l'auteur
- 1947 : Här kommer vi... : l'acteur Bob Hill, dit Robert Berg
- 1947 : Bruden kom genom taket : Sune Ericsson
- 1948 : Musique dans les ténèbres (Musik i mörker) d'Ingmar Bergman : Klasson
- 1948 : Var sin väg : Armateur Sture Widman, troisième mari de Birgit
- 1948 : Lilla Märta kommer tillbaka : Capitaine
- 1948 : En Svensk tiger : Hans Wolff
- 1948 : Soldat Boum (Soldat Bom) : Cpl. Berglund
- 1949 : Skolka skolan : Bertil Kronberg
- 1949 : Flickan från tredje raden : Dr. Edvin Burelius
- 1949 : Pappa Bom : le sportif Fritjof Krafft
- 1950 : Min syster och jag : l'architecte Gunnar Stenwall
- 1950 : Fästmö uthyres : l'acteur Julius Brumse
- 1950 : Kyssen på kryssen : le réalisateur Lasse Brenner
- 1950 : Vita katten, Den : Jarl Eksell
- 1950 : Kvartetten som sprängdes : Ingénieur Planertz
- 1951 : Tull-Bom : Frans Melin, dit Hamn-Casanova
- 1951 : Dårskapens hus : un capitaine
- 1951 : Livat på luckan : l'appelé
- 1952 : Säg det med blommor : Oskar Blomkvist
- 1952 : En Fästman i taget : Dynamitard Valentin Fredriksson-Frisk
- 1952 : L'Attente des femmes (Kvinnors väntan) d'Ingmar Bergman : Fredrik Lobelius
- 1952 : Flyg-Bom : Sgt. Niklas Slevbrink
- 1952 : Oppåt med gröna hissen : Malte Lövman
- 1953 : Dansa, min docka... : Zdenko Zapatil
- 1953 : Vi tre debutera : Directeur Brummer
- 1953 : La Nuit des forains (Gycklarnas afton) d'Ingmar Bergman : Mr. Sjuberg
- 1953 : Glasberget : Dr. Dalander
- 1954 : Flottans glada gossar : l'armateur Ludvig Ekman
- 1954 : Seger i mörker : Henrik Kugelström
- 1954 : Une leçon d'amour (En Lektion i kärlek) d'Ingmar Bergman : David Erneman
- 1954 : Gabrielle : Robert Holmén
- 1955 : Stampen de Hans Lagerkvist : Acke Kullerstedt
- 1955 : Rêves de femmes (Kvinnodröm) d'Ingmar Bergman : Otto Sönderby, Consul
- 1955 : Sourires d'une nuit d'été (Sommarnattens leende) d'Ingmar Bergman : Fredrik Egerman
- 1956 : Det är aldrig för sent : Professeur Rocke
- 1956 : Sjunde himlen : Maj. Ernst C:son Kruuse
- 1956 : Skorpan : Freddie Braxenhjelm
- 1957 : Le Septième Sceau (Sjunde inseglet, Det) d'Ingmar Bergman : Jöns, l'écuyer
- 1957 : Nattens ljus de Lars-Eric Kjellgren : Mr. Purman
- 1957 : Sommarnöje sökes : l'avocat Gustaf Dahlström
- 1957 : Les Fraises sauvages (Smultronstället) d'Ingmar Bergman : Evald Borg
- 1958 : Du är mitt äventyr : Tore Hall
- 1958 : Mademoiselle Avril (Fröken April) de Göran Gentele : Marcus Arwidson
- 1958 : Le Visage (Ansiktet) d'Ingmar Bergman : Dr. Vergerus, Ministre de la santé
- 1959 : Det svänger på slottet : Agne C:son Stressberg
- 1959 : Brott i paradiset : Adam 'A.P.' Palmquist
- 1959 : Himmel och pannkaka : Ernst Kruuse
- 1960 : Mälarpirater : Greven
- 1960 : L'Œil du diable (Djävulens öga) d'Ingmar Bergman : l'acteur
- 1961 : À travers le miroir (Såsom i en spegel) d'Ingmar Bergman : David
- 1961 : Le Jardin des plaisirs (Lustgården) d'Alf Kjellin: David Samuel Franzén
- 1963 : Les Communiants d'Ingmar Bergman : Tomas Ericsson, le pasteur
- 1963 : Lyckodrömmen : Sebastian
- 1963 : Min kära är en ros : Dr. Georg Ehnström
- 1964 : Klänningen : Helmer Berg
- 1964 : Äktenskapsbrottaren de Hasse Ekman : Emil Färger, le photographe
- 1964 : Les Amoureux (Älskande par) de Mai Zetterling : Dr. Jacob Lewin
- 1966 : Ma sœur, mon amour (Syskonbädd 1782) de Vilgot Sjöman : le Comte Schwartz
- 1966 : Träfracken : Dr. Rune Wester
- 1966 : Persona d'Ingmar Bergman : Mr. Vogler
- 1966 : Les Feux de la vie (Här har du ditt liv) de Jan Troell : Lundgren
- 1967 : La Mante rouge (Den røde kappe) de Gabriel Axel : Roi Sigvor
- 1967 : Stimulantia, film collectif : Paul Hartman
- 1967 : Tofflan : ingénieur Morgan Alm
- 1968 : La Partenaire (Violenza al sole) de Florestano Vancini : Prof. Gunnar Lindmark
- 1968 : Flickorna : Hugo
- 1968 : La Honte (Skammen) d'Ingmar Bergman : Col. Jacobi
- 1968 : Pappa varför är du arg? Du gjorde likadant själv när du var ung : Adm. Carl
- 1971 : Lockfågeln : Maj. Swedenhielm
- 1973 : Pistolen : l'ami d'Alisia
- 1976 : Face à face (Ansikte mot ansikte) d'Ingmar Bergman : le grand-père
- 1977 : Tabu de Vilgot Sjöman : Rådmanskan, le conseiller
- 1978 : Sonate d'automne (Höstsonaten) d'Ingmar Bergman : Paul
- 1979 : Charlotte Löwensköld : le doyen rural Forsius
- 1982 : Avskedet : le grand-père
- 1982 : Fanny et Alexandre (Fanny och Alexander) d'Ingmar Bergman : Teatern - Filip Landahl

### À la télévision
- 1962 : Handen på hjärtat : David Mann
- 1963 : Hittebarnet : Konjander
- 1965 : Sissan : Allan
- 1965 : Hans nåds testamente : Baron Roger Bernhusen de Sars
- 1966 : Pälsen : Rickhardt, courtier
- 1967 : Candida : narrateur
- 1968 : Nina : Gérard
- 1968 : Pygmalion : Prof. Henry Higgins
- 1969 : Tunneln
- 1969 : Hissen som gick ner i helvetet : l'homme
- 1969 : Le Rite (Riten) : Hans Winkelmann
- 1972 : Spöksonaten : le Colonel
- 1973 : Näsan : Kolerikern
- 1973 : Någonstans i Sverige (feuilleton) : le beau-père
- 1974 : Engeln (feuilleton) : Bäckman
- 1974 : Gustav III : Fersen
- 1977 : I väntrummet
- 1983 : Farmor och vår herre (feuilleton) : Kommerserådet Borck